# 大久保房松
大久保 房松（おおくぼ ふさまつ、1897年11月6日 - 1997年8月28日）は、日本の騎手、調教師。
1912年に函館競馬倶楽部の函館大次門下から騎手としてデビュー、1922年から調教師兼業となり、1933年にカブトヤマで東京優駿大競走（現東京優駿・日本ダービー）を制した。第二次世界大戦を経て、戦後は国営競馬・日本中央競馬会の調教師として、JRA顕彰馬となった牝馬トキツカゼ、その産駒で1955年の啓衆社賞年度代表馬に選出された日本ダービー優勝馬オートキツなど数々の活躍馬を管理した。また、門下生からは騎手としてそれぞれ1000勝以上を挙げた郷原洋行、的場均などを輩出した。1989年に定年引退。引退時の年齢91歳は中央競馬における最年長記録である。
青森県八戸市出身。北海道湯の川尋常高等小学校尋常科卒業。1979年、黄綬褒章を受章。長男大久保勝之は元JRA調教師。弟子でもあった飯塚好次は娘婿である。

## 経歴
1897年、父大久保寳、母大久保りゑの二男として青森県八戸市に生まれる。幼少の頃、漁師であった父が出漁中行方不明となり、北海道函館市に移住。小学校を卒業前から、家計を助けるため函館県令・時任為基が経営する時任牧場で働き始めた。牧場の馬に乗ってしばしば函館競馬場の敷地内に入り込んでいたところを函館大次に見出され、1912年5月に弟子入り。同年9月、騎手免許を取得。当時は馬券発売が禁止されていたこともあって開催数が少なく、厩舎所属馬と共に全国の競馬開催を渡り歩いた。日本にモンキー乗りを持ち込んだとされるオーストラリア人騎手W.H.コッフェー（横浜競馬場）の元にいたこともあったという。
1922年、調教師免許を取得し、騎手兼調教師として東京府目黒競馬場付近の戸越で厩舎を開業した。当初は朝鮮で事業を営んでいた荒井某という馬主の支援を受けていたが、厩舎経営は非常に苦しく、一時破産寸前となって厩舎は戸越から競馬場付属のバラックに移った。

### 前川道平・カブトヤマとの出会い
1932年のこと、大久保は抽せん馬を受け取りに北海道へ赴く最中、青函連絡船の待合い場において、日頃行きつけていた目黒の犬屋でしばしば顔を合わせていた少年と偶然に出くわした。旅行中であると告げた少年は、父親を大久保に引き合わせた。この人物は新宿伊勢丹社長の前川道平であった。大久保は土地勘のない前川から道中の案内を請われ、浅虫、花巻温泉と親子に同道して廻った。その帰路、前川はこれを縁に自分も馬を1頭買うと申し出た。小岩井農場で行われる予定のセリ市に目当ての馬がいた大久保は、これを好機と見て前川に小岩井への同行を頼み、二人連れ立ってセリ市へ参加した。
大久保が欲しがった父シアンモア、母アストラルの牡駒は目玉の1頭であり、大久保は競りが始まると同時に「2万円」と声を上げた。続いて杉浦照が2万100円を提示したが、大久保が2万150円を返すと続く者はおらず、この価格で大久保・前川が競り落とした。大久保によれば、自身の強気な競りと、その隣にいる前川の風采に、他の関係者は「大久保の奴はえらい旦那を掴んだらしい。これは迂闊に競っても落とせない」と判断したのだといい、2万150円という価格について「あの時分はもう、3万だ、4万だという馬が出ていたのですから、安かったですよ」と語っている。
この馬はカブトヤマと命名され、1933年、第2回の東京優駿大競走に大久保が調騎兼業で出走し、優勝を果たした。競走2日前から大久保は高熱に冒されており、前川に騎手交代を申し入れたが、前川は「カブトヤマは君のために買った馬だから、我慢して乗れるものなら乗ったらどうか。どうしても乗れないならやむを得ないが」と返答した。この言葉に、大久保も覚悟を決めて騎乗したという。結局大久保はカブトヤマの全戦で手綱を取り、他に1934年の福島帝室御賞典などに優勝した。
1933年を限りとして目黒競馬場は閉鎖され、厩舎は中山競馬場へ移った。以後厩舎経営は軌道に乗り、1937年にはイワヰカブトで横浜帝室御賞典（春）に優勝。1939年には管理馬ホシホマレが佐々木猛騎乗で第2回の阪神優駿牝馬（オークス）に優勝した。また1937年には、鳴尾競馬場の中島時一から依頼を受け調教を担当していたヒサトモが、牝馬として初めてダービー優勝を果たしている。なお、1938年に調教師と騎手の分業化を進めるため「調騎分離」が導入され、若年ゆえに特例扱いされた稲葉幸夫、岩佐宗五郎、松永光雄を除き、調教師として活動していた者は全て騎手免許の返上が義務づけられた。大久保の騎手通算成績は820戦88勝であった。
その後第二次世界大戦に至り、日本では太平洋戦争激化の最中、1945年に競馬は一時休止され、大久保は厩舎人で構成された輓馬機動隊に編入されて尾形藤吉らと共に岩手県盛岡市に派遣された。

### トキツカゼ
終戦後の翌1946年に競馬が再開される運びとなり、戦中に日本競馬会が買い上げていた136頭のサラブレッドが馬主に売却され、各厩舎に抽選で配布された。しかし4-5頭立ての競走しか組むことができず、不足と見た関係者は官営の下総御料牧場でのセリ市開催を要求すべく、厩舎関係者や牧場主がトラックの荷台に相乗りして牧場への陳情に赴いた。大久保は青森県益田牧場々主の益田弘と一緒になり、この道中で牝馬の商談を成立させた。この牝馬は大久保厩舎に事前頒布されていた抽せん馬の馬主・川口鷲太郎の所有馬となり、トキツカゼと命名された。
翌1947年、競馬は本格的に再開され、トキツカゼは戦後第1回目となる農林省賞典（現・皐月賞）に優勝した。同馬は続く日本ダービーでも本命に推されたが、カブトヤマの仔・マツミドリにアタマ差遅れての2着となり、ヒサトモ、クリフジに続く史上3頭目の牝馬によるダービー優勝は成らなかった。大久保は後に、「私が乗ってダービーに勝ったカブトヤマに負けたのですから今なら本望ともいえますが、そのときは悔しかったですよ」と語っている。しかし秋になってオークスを大差勝ちしてクラシック競走2勝目を挙げ、さらにその次走には第1回のカブトヤマ記念も制した。
引退後、益田牧場に戻ったトキツカゼは、1952年に月友との間に牡駒を出産した。この牡駒には出生当初から購買の申し込みが絶えなかったが、益田はこれを全て断り、「今度こそトキツカゼの無念（日本ダービー）が晴らせますよ」との言葉と共に川口鷲太郎へ売却した。同馬はオートキツと命名され、大久保の元へ入厩。オートキツは1955年の日本ダービーを制し、益田の見立て通り母トキツカゼの雪辱を果たした。競走後、益田は川口に抱きついて号泣し、ダービー2勝目となった大久保も涙を見せたという。秋のクラシック三冠最終戦・菊花賞ではメイヂヒカリに10馬身差で敗れたものの、オートキツは当年の啓衆社賞年度代表馬に選出された。なお、川口は翌1956年に急死し、大久保はオートキツを伴って式場に参列した。なお当時は競走馬の管理が現在ほど厳格ではなくこの様な事が可能であり、馬主の葬儀への競走馬の参列は本馬以外でも安田賞馬フソウなどで同種の話が残されている。
トキツカゼは他に1958年の啓衆社賞年度代表馬・オンワードゼアも産み、1990年に顕彰馬に選出された。

### 引退まで
オートキツの後、大久保はフェアマンナで3度目のオークス、コマツヒカリで3度目のダービー優勝を経験したが、八大競走優勝はクリヒデによる1962年天皇賞（秋）制覇が最後となった。以後も重賞は安定して制していたが、年間勝利数の面では、1970年代以降は20勝前後、晩年には15勝前後に落ち着いていった。義理堅い人物であったため、新興馬主を取り込むことよりも勢いの失せた昔からの馬主との付き合いを重視したためだと見る向きもある。競馬記者の本田靖春は、不振の要因として益田弘の引退に加え、専ら経済性を優先する新興馬主、特に会員への還元率向上のために獲得賞金額を重要視する愛馬会法人（クラブ法人馬主）の台頭を挙げている。
馬による大競走制覇が絶えた代わりに、大久保は郷原洋行・的場均の2名の1000勝騎手を育て上げた。ともに「若い頃から勝ち鞍を挙げられたのは大久保先生のところにいたからですよ。ぼくは大久保先生じゃなかったら駄目だった」（郷原）、「先生のように教えてくれる人で、ほんとうによかった。少なくとも僕には100パーセント、マッチした先生だった」（的場）と、大久保から受けた薫陶を語っている。両名に留まらず、門下からはミナミホマレに騎乗して第11回日本ダービーを制した佐藤邦雄や、それぞれ調教師となった斎藤籌敬（かつゆき）、大沢真、飯塚好次、実子の大久保勝之などを輩出し、総勢では尾形藤吉に次ぐ31名の弟子を育て、初期の弟子を通じてその系譜の末端は地方競馬にも広がる。
1989年、先立って導入された調教師定年制の適用第1号として、当時80歳を超えていた稲葉幸夫、小西喜蔵、諏訪佐市、久保田彦之とともに調教師を引退した。大久保はこれらの中で最年長者であり、引退時点の91歳は中央競馬調教師の在籍最年長記録であった。通算成績は明確に集計されている1937年以降で10459戦1235勝、うち重賞43勝。
引退後はJRAで非常勤参与を務めた後、1997年、肺炎により99歳で死去した。

## 人物

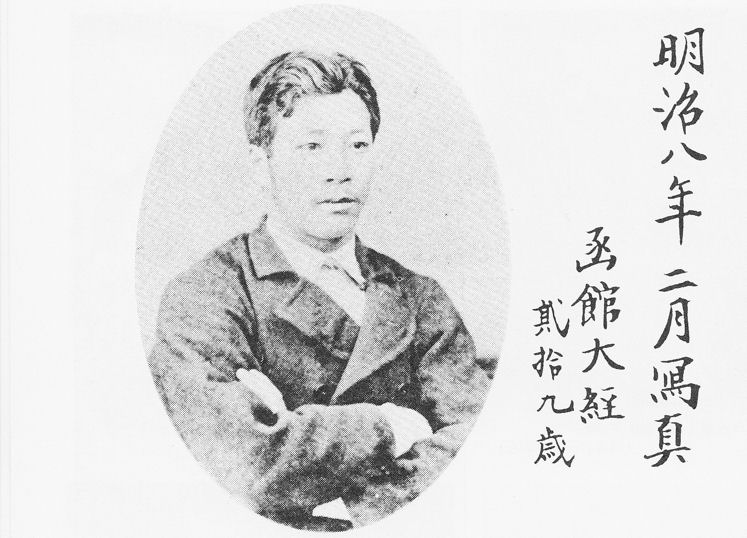
函館大経

騎手として88勝は当時としても多い数字ではないが、郷原によれば入門時60歳近かったにもかかわらず、「それは上手かった」といい、日本初の1000勝騎手・保田隆芳も「やわらかい乗り方をする」と感心していたという。大久保は日本の近代馬術の祖とされる函館大経の孫弟子に当たり、師の函館大次（大経の実弟で養子）からは、特に手綱を持つ拳の柔らかい使い方を入念に教え込まれた。自分の弟子に対しても、時に自ら馬に跨って手本を示しながら、拳の使い方を指導し、他厩舎の騎手からは「大久保房松厩舎の馬は乗りやすい」との評判があった。函館系の厩舎に所属する馬は総じて操縦しやすかったともいう。
師匠としては非常に厳格だったことで知られ、大久保厩舎は「怖い厩舎」として評判であった。1948年に入門した田村駿仁の頃までは体罰による指導もあったが、徐々に穏やかになり、最後の弟子となった的場均は「『中山で一番怖い』なんてとんでもない。中山で一番やさしい先生だった」と回想している。郷原によれば、するべき事をしていれば何も言わず、仕事に手抜きや怠惰な様子があれば叱った。的場は一度だけ大久保に殴られているが、それは調教を雑に乗った時であった。調教については厳しかったが、競馬の結果については芳しくなくとも責めることはなく、よほどの騎乗ミスがない限りは降ろすこともなかった。所属騎手には新人時代から積極的に機会を与え、そのために馬主に頭を下げ、預託料の割引きなども行っていた。
戦後は川口に加え、「ミスターケイバ」とも呼ばれた栗林商船会長の栗林友二、オンワード樫山の樫山純三、諏訪牧場の諏訪忠兵衛、ヤシマ牧場の小林庄平といった有力馬主からの預託を受けた。また、幼少期に勤めていた時任牧場の馬も預かっていたが、時任家に対しては一貫して「使用人」の立場を崩さなかった。それは太平洋戦争を経て時任家が斜陽に入っても変わることがなく、その上で一家への支援も行っていた。時任為基の三男・時任譲治は、早稲田大学時代、四代目中村勝五郎に対して「家がおかしくなっても、おれたちがこうして学校に行けるのは、大久保さんのおかげなんだ」と語っていたといい、中村は「馬主と調教師のあいだの信頼関係で、大久保を越える人物は見つけにくい」と評している。郷原は大久保の人物を総評し、「先生は人間の真の真。絶対に人を裏切らない。嘘だとか、裏切りという言葉は到底おぼえつかない。やれば必ず応えてくれた。最高の人に育てられたと思っています」と語っている。

## 成績

### 騎手成績
| 通算成績 | 1着 | 2着 | 3着 | 4着以下 | 騎乗回数 | 勝率 | 連対率 |
| -------- | --- | --- | --- | ------- | -------- | ---- | ------ |
| 計       | 88  | 98  | 129 | 505     | 820      | .107 | .227   |

#### 主な騎乗馬
※括弧内は大久保騎乗時の優勝重賞競走。太字はクラシック、御賞典および連合競走。
- ウコウ（1928年福島帝室御賞典）
- ガエイ（1929年福島帝室御賞典）
- ヱイ（1929年東京連合二哩・春）
- ライハ（1929年阪神連合二哩・春）
- ウエットチャペル（1930年福島特別）
- カブトヤマ（1933年東京優駿大競走、阪神連合二哩・秋 1934年福島帝室御賞典、東京五歳馬特別、目黒記念、中山秋季五歳馬特別）
- マリーユートピア（1936年横浜牝馬特別）
- イワヰカブト（1937年横浜帝室御賞典、横浜特別）

### 調教師成績
- 10459戦1235勝（1937年以降）

#### 主な管理馬
※調騎兼業のカブトヤマ、イワヰカブト除く。括弧内は大久保管理時の優勝重賞競走。
八大競走優勝馬
- ホシホマレ（1939年阪神優駿牝馬）
- トキツカゼ（1947年農林省賞典、優駿牝馬など重賞3勝）
- ヤシマヒメ（1948年優駿牝馬）
- オートキツ（1955年東京優駿など重賞3勝）
- フェアマンナ（1956年優駿牝馬など重賞3勝）
- コマツヒカリ（1959年東京優駿など重賞2勝）
- クリヒデ（1962年天皇賞・秋）

その他重賞競走優勝馬
- ジュピターユートピア（1935年農林省賞典障害・春）
- エスパリオン（1940年目黒記念・春、中山記念・秋）
- ブルーホマレ（1948年中山大障害・秋）
- ヒガシテラオー（1956年オータムハンデキャップ）
- オンワードゼア（1957年中山4歳ステークス）
- ミスヒガシオー（1959年クイーンステークス）
- トキツヒロ（1959年阪神大賞典 1960年鳴尾記念）
- クリライト（1964年京王杯スプリングハンデキャップ）
- シェスキイ（1966・1967年クモハタ記念 1968年中山記念、安田記念、毎日王冠）
- クリアヤメ（1968年カブトヤマ記念）
- トモエオー（1971年北海道3歳ステークス、函館3歳ステークス）
- グレートセイカン（1976年札幌記念、オールカマー 1977年ダービー卿チャレンジトロフィー）
- ロイヤルシンザン（1979年安田記念）
- ビッグディザイアー（1980年北海道3歳ステークス）
- テュデナムキング（1983年ダービー卿チャレンジトロフィー 1984年中山記念）
- ベルベッドグローブ（1989年フェブラリーハンデキャップ）

#### 受賞
- 優秀技術調教師賞（関東）（1955年）
- 調教技術賞（関東）（1977年）

## 一門の主な系譜
函館大経
｜
函館大次
｜
大久保房松
｜斎藤籌敬
｜｜岩城博俊
｜佐藤邦雄
｜谷口源吾
｜｜出川己代造
｜｜｜出川龍一
｜｜｜佐藤賢二
｜｜｜｜石崎駿
｜｜｜石崎隆之
｜｜｜出川克己
｜｜｜｜田中力
｜中口儀一郎
｜大沢真
｜田村駿仁
｜｜郷原洋司
｜飯塚好次
｜｜水野貴広
｜大久保勝之
｜｜佐藤全弘
｜｜｜手塚貴久
｜｜｜高山太郎
｜｜高橋義博
｜郷原洋行
｜｜野崎孝仁
｜的場均
｜｜的場勇人